# Möðrudalur

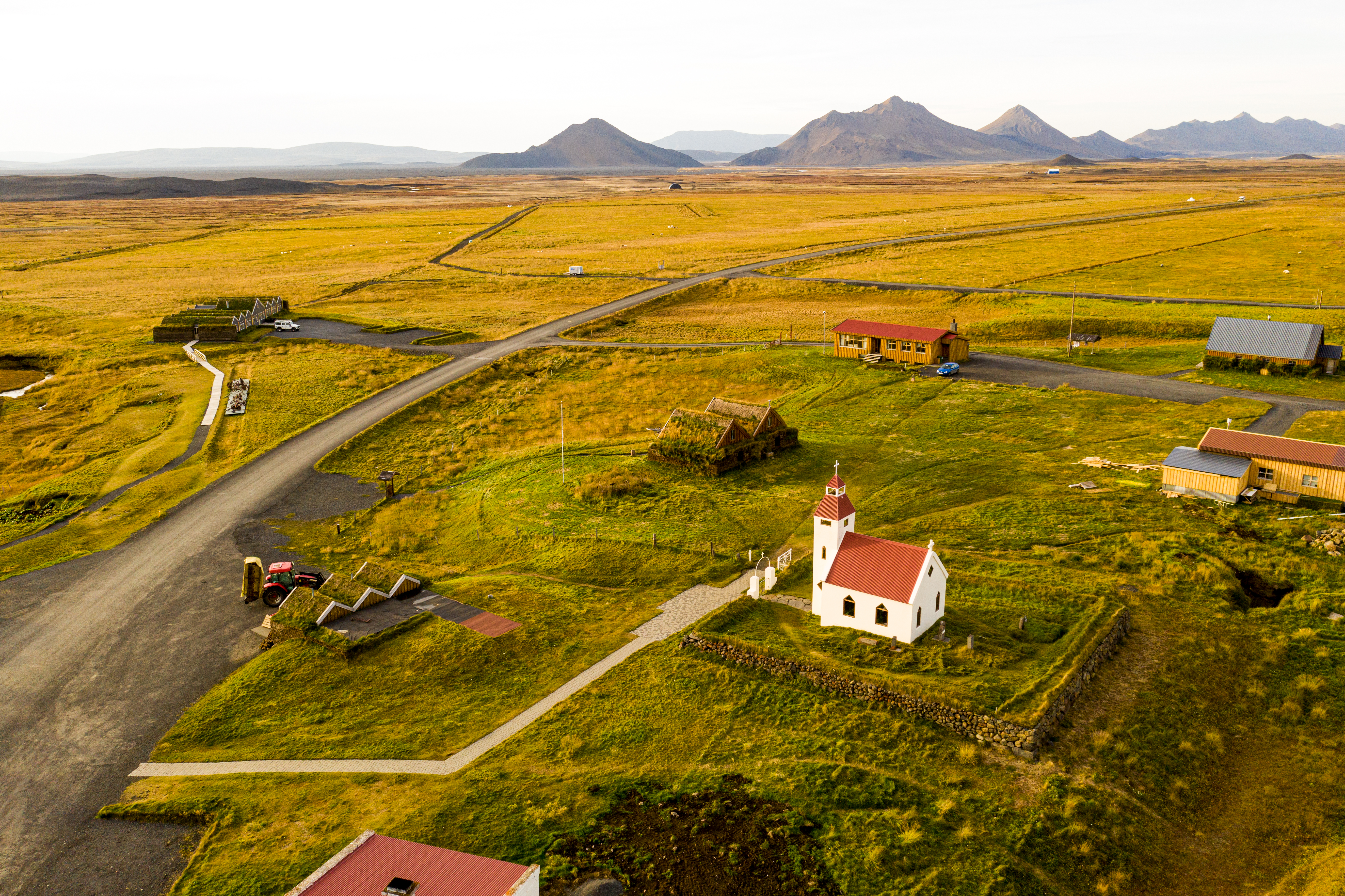
Möðrudalur im Norden Islands, Sept. 2020

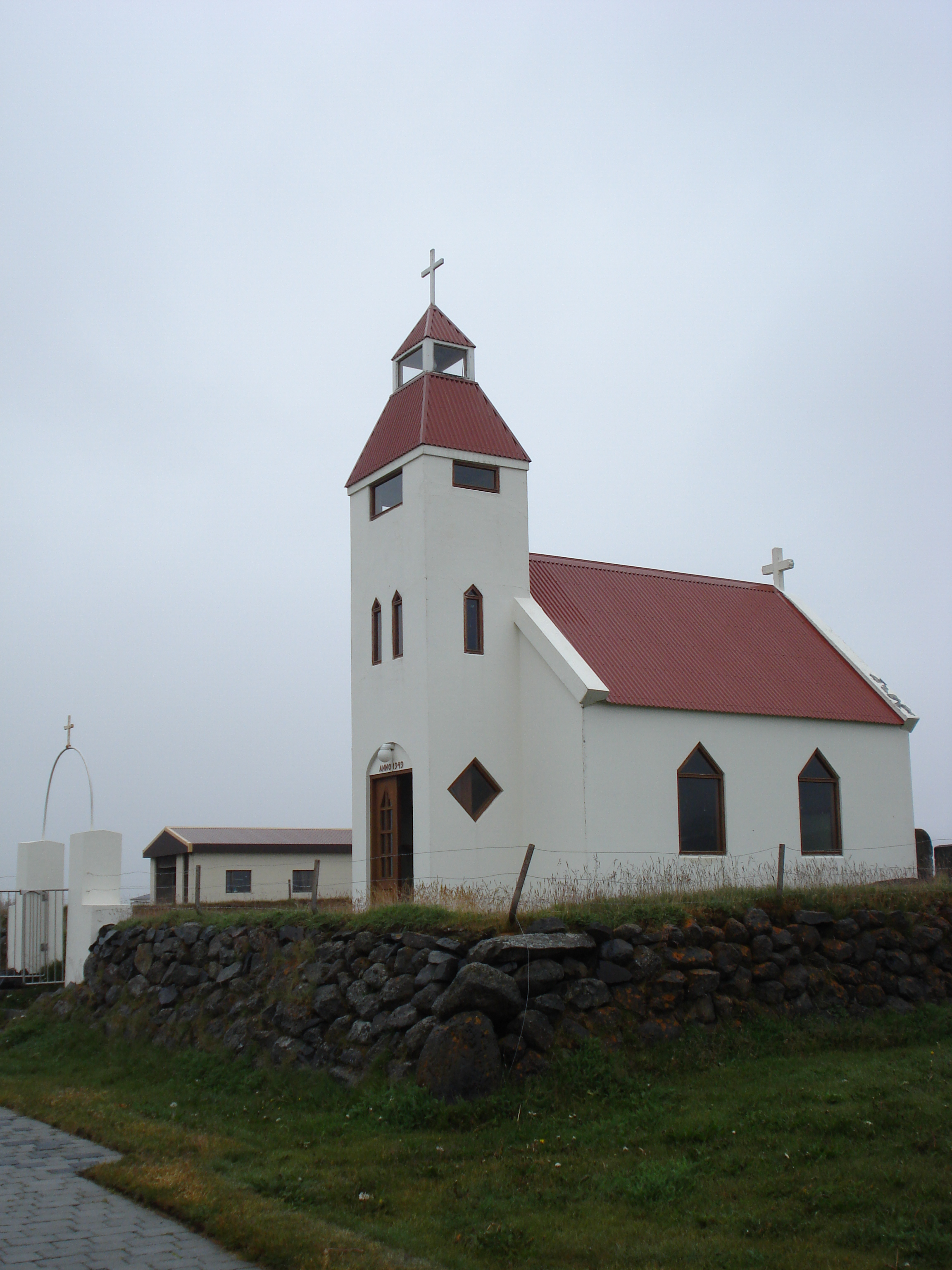
Die Kirche von Möðrudalur

Möðrudalur ist ein abgelegener Bauernhof im Nordosten Islands.

## Geografie und Beschreibung
Er liegt etwa in der Mitte zwischen Egilsstaðir im Osten und dem Mývatn im Westen.
Der Hof mit seinen Wiesen ist umgeben von der nach ihm benannten wüstenhaften Gegend Möðrudalsöræfi.
Mit 469 m ist er der am höchsten gelegene noch heute ständig bewohnte und bewirtschaftete Hof im Land. In der Hauptsaison (Mai bis September) gibt es einen Informations- und gastronomischen Versorgungsbetrieb für Besucher. In der Nähe befinden sich der Berg Herðubreið, der Vulkan Askja und das Gebirgsmassiv der Kverkfjöll.

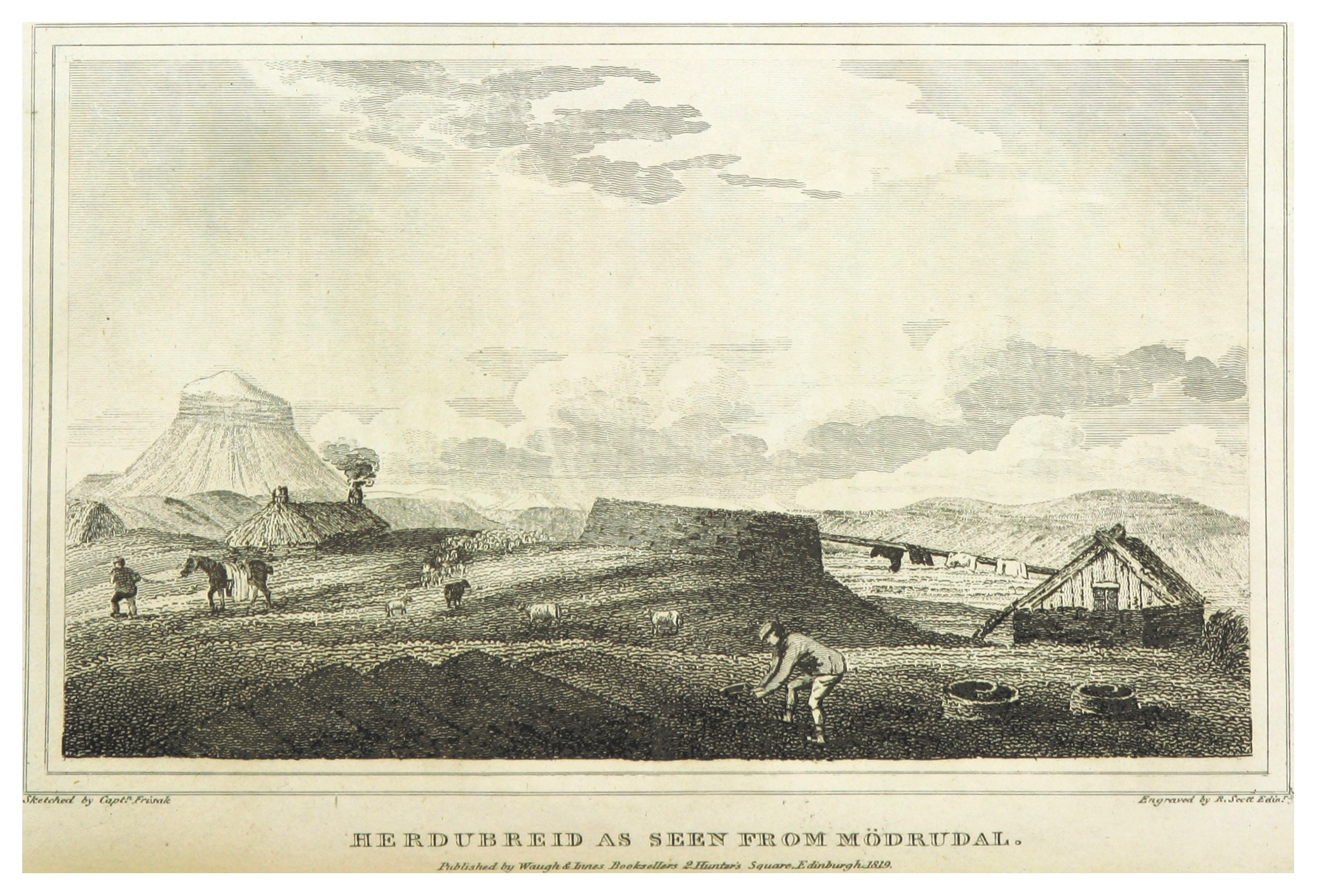
Darstellung des Gehöftes von 1814/15
Die Umgebung von Möðrudalur
Die Einöde Möðrudalsöræfi

## Geschichte
Der Hof ist seit der Besiedlung Islands bewohnt. Auf ihm wird Schafzucht betrieben.
Die kleine Kirche hat der Bauer Jón A. Stefánsson, der 1995 fast 100-jährig starb, zum Andenken an seine Frau 1949 selbst errichtet. Auch das Altarbild in der Kirche hat er eigenhändig gemalt.
Bis ins Jahr 2000 lag der Hof direkt am Hringvegur. Inzwischen ist das Stück der Straße Nr. 1 zum Möðrudalsleið (Nr. 901) geworden (8 km vom Hringvegur entfernt) und der Hringvegur führt weiter nördlich entlang.